# Rose-Éliandre Bellemare
Pour les articles homonymes, voir Bellemare.
Rose-Éliandre Bellemare est une gymnaste artistique française née le 20 août 1989 à Montpellier. Elle est la sœur du joueur de hockey sur glace Pierre-Édouard Bellemare.

## Biographie
Aux Championnats d'Europe de gymnastique artistique féminine 2006 à Bâle, elle termine cinquième de la finale aux barres asymétriques, sixième de la finale du sol et du concours général par équipes.
Aux Jeux olympiques d'été de 2008 à Pékin, elle est septième du concours général par équipes.
Elle obtient deux médailles aux Jeux méditerranéens de 2009 : une médaille d'or au concours général par équipes, et une médaille d'argent au sol.